# Catocala fulvipennis
Catocala fulvipennis là một loài bướm đêm trong họ Erebidae.